# Tabulový Vrch
Tabulový Vrch je městská čtvrť a část statutárního města Olomouc. Je součástí městských částí Nová Ulice a Neředín. Území se nachází na pomezí těchto dvou částí. Tabulový Vrch má vlastní komisi městské části Olomouc-Tabulový Vrch. Nedaleko se pak nachází Fort Tabulový vrch z poloviny 19. století, který má ve správě Fakultní nemocnice Olomouc.

## Název
Čtvrť nese jméno po Tabulovém vrchu v katastru Nové Ulice. Na vrcholu kopce historicky zvaného Tafelberg (262 m n. m.) dodnes stojí historický vodojem z roku 1889. Sídliště v době zahájení prací neslo název III. pětiletky. Oficiální název sídliště zní Úzké díly. V místech dnešních ulic totiž byly dle katastru z roku 1834 výjimečně úzké lány orné půdy. Kvůli neobvyklé stísněnosti si mezi lidmi získalo přízvisko Mačkalov.

## Historie
Do 17. století neexistoval název lokality, v písemných pramenech se uvádí pouze zmínka o ulicovce (osídlené ulici) Gošikl, která vedla k obci Hněvotín. V roce 1439 je doložena zmínka o existenci dnešní Litovelské ulice, která tvoří severní hranici Tabulového Vrchu, resp. Nové Ulice. Ve 40. letech 15. století se objevuje označení Wagendrüssel (dnešní ulice Na Vozovce), které označuje lokalitu, která byla od 16. století nazývána Střední předměstí (Mittervorstadt, Mittergassen-Vorstadt). Drastický zásah do tohoto území způsobila třicetiletá válka, během níž bylo přikázáno srovnat všechna předměstí se zemí. Další výrazné bourání nastalo v době, kdy Marie Terezie rozhodla o vybudování hradeb a opevnění města. Od roku 1800 se v dokumentech objevuje nové označení Die Neue Gasse nebo Neugasse (Nová ulice).

## Poloha
Čtvrť Tabulový Vrch se rozkládá asi 1,5 km západně od centra města. Její rozsah je vymezen ulicemi Foersterova, Hněvotínská, Okružní, Tř. Svornosti a U Kovárny. Do sídliště Tabulový vrch je často zahrnována také tzv. úřední čtvrť.[zdroj?]

## Občanská vybavenost
V části má jednu ze svých poboček Knihovna města Olomouce. Sídlišti dominuje Park Malého prince, který začal vznikat v roce 2005 a využil doposud nezastavěného prostoru mezi Kmochovou a Stiborovou ulicí.
O obsluhu městské části MHD se starají především autobusové linky 10, 12, 16, 19, 21 a 26. Konečná zastávka linky 19 a některých spojů linek 16 a 21 se přímo jmenuje Tabulový vrch.